# Crkva Svetog Stefana u Stancima
Crkva Svetog Stefana je pravoslavni hram koji se nalazi u selu Stanci, nedaleko od Kruševca, u centralnoj Srbiji, nadomak planine Jastrebac. Posvećena je Svetom Stefanu, prvom hrišćanskom mučeniku. Crkva pripada Eparhiji kruševačkoj Srpske pravoslavne crkve. Poznata je po svojoj skromnoj veličini i duhovnom značaju koji ima za lokalno stanovništvo. Iako nije velika ni bogato ukrašena, kroz generacije je ostala mesto okupljanja i čuvanja vere i tradicije u ovom kraju.

## Istorija
Tačan datum izgradnje Crkve Svetog Stefana u Stancima nije poznat, ali se smatra da je jedna od najstarijih crkava u selu. Kroz vreme, crkva je služila kao skromno duhovno središte meštana, okupljajući vernike na bogosluženjima i crkvenim slavama. Iako je u međuvremenu u selu podignuta veća i savremenija Crkva Svete Nedelje, Crkva Svetog Stefana i dalje ima značajno mesto u kolektivnoj svesti stanovništva kao simbol duhovnosti i očuvanja tradicije.
Crkva Svetog Stefana nema status parohijskog hrama i u njoj se ne obavljaju svete tajne venčanja i krštenja. Njena osnovna funkcija je vezana za bogosluženja na dan hramovne slave i druge značajne praznike.
Od 2022. godine započeti su radovi na obnovi i dogradnji crkve, ali zbog nedostatka finansijskih sredstava radovi napreduju sporijim tempom.

## Hramovna slava
Crkva Svetog Stefana proslavlja svoju hramovnu slavu 15. avgusta, na dan posvećen Svetom prvomučeniku Stefanu. Na taj dan okupljaju se vernici iz Stanca i okolnih sela, iako broj prisutnih nije veliki. Po tradiciji, svake godine jedan od meštana preuzima obavezu kolačara. Kolačar priprema slavski kolač, koljivo (žito) i vino, i učestvuje u crkvenom obredu sečenja slavskog kolača tokom svete liturgije. Naredne godine, drugi meštanin preuzima ovu čast, čime se tradicija kolačarstva u crkvi Svetog Stefana kontinuirano održava. U zavisnosti od mogućnosti, kolačar ponekad organizuje i trpezu za vernike nakon liturgije, čime se dodatno neguje duh zajedništva i hrišćanske ljubavi među prisutnima.
Pored praznika posvećenog Svetom Stefanu, crkva u Stancima takođe slavi i praznik Svetog apostola Tome, 27. aprila.